# Hong Kong Masters
Hong Kong Masters — пригласительный снукерный турнир, проходивший в 80-х годах в Гонконге.
Это был один из первых профессиональных турниров на Дальнем Востоке, организованных Бэрри Хирном и его компанией Matchroom. Как и в других подобных соревнованиях, в Hong Kong Masters, кроме профессионалов, участвовали и местные любители. Первым спонсором турнира стала компания по производству алкогольных напитков Camus. Под её поддержкой Hong Kong Masters проводился до 1987 года, пока не стал частью первой Мировой Серии снукера и не сменил спонсора на табачную компанию Riley's. В последний раз турнир прошёл в 1988 году, и победителем заключительного розыгрыша стал Джимми Уайт.
Через некоторое время в Гонконге появился весьма схожий турнир — Hong Kong Challenge, но он был частью другой Мировой Серии и не являлся продолжением этого турнира.
Hong Kong Masters, как и многие другие соревнования подобного типа, не входил в расписание профессионального сезона, хотя в нём участвовали практически все ведущие снукеристы того времени.

## Победители
| Год  | Чемпион          | Финалист         | Счёт | Приз победителю |
| ---- | ---------------- | ---------------- | ---- | --------------- |
| 1983 | Дуг Маунтджой    | Терри Гриффитс   | 4:3  |                 |
| 1984 | Стив Дэвис       | Дуг Маунтджой    | 4:2  |                 |
| 1985 | Терри Гриффитс   | Стив Дэвис       | 4:2  |                 |
| 1986 | Вилли Торн       | Деннис Тейлор    | 8:3  | £ 34 800        |
| 1987 | Стив Дэвис       | Стивен Хендри    | 9:3  | £ 30 000        |
| 1988 | Джимми Уайт      | Нил Фудс         | 6:3  | £ 30 000        |
| 2017 | Нил Робертсон    | Ронни О'Салливан | 6:3  | £ 100 000       |
| 2022 | Ронни О'Салливан | Марко Фу         | 6:4  | £ 100 000       |